# ألان أوكسلي
ألان أوكسلي (بالإنجليزية: Alan Oxley)‏ هو دبلوماسي أسترالي، ولد في القرن العشرين.